# سيات فورا
سيات فورا (بالإنجليزية: SEAT Fura)‏ هي سيارة من تصنيع شركة سيات.

## مرجع
1. ↑  
"Ultimatecarpage.com -". مؤرشف من الأصل في 2019-05-16. اطلع عليه بتاريخ 2014-03-26.